# 西哈站
西哈站是位于内蒙古自治区呼伦贝尔市海拉尔区哈克乡的一个铁路车站，邮政编码21000。车站建于1901年，有滨洲铁路经过该站，现已撤销，车站及其上下行区间均未电气化。车站距离哈尔滨站730公里，隶属哈尔滨铁路局，是五等站。